# بروتين دهني مرتفع الكثافة

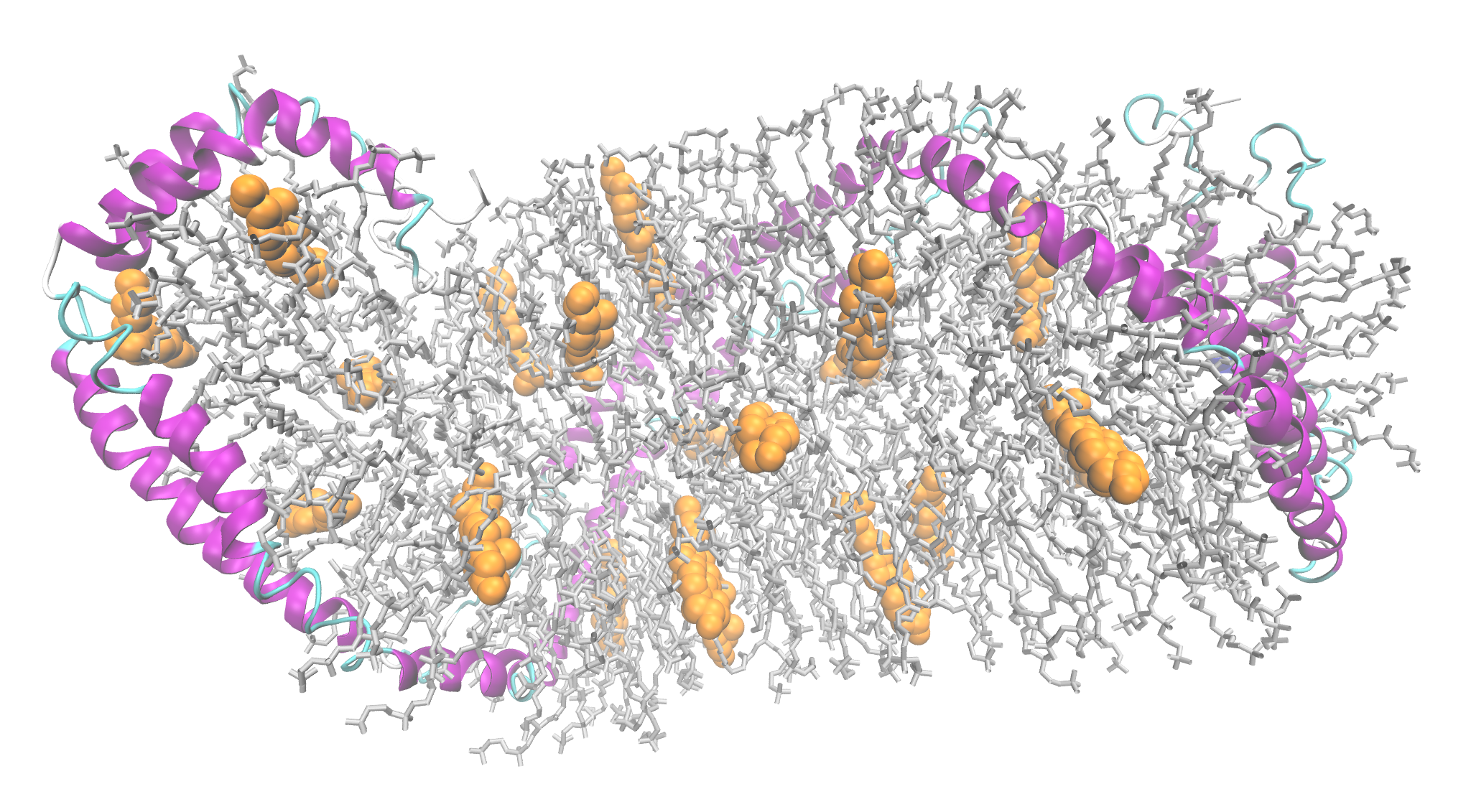

البروتين الدهني مرتفع الكثافة  أو إتش دي إل HDL (بالإنجليزية: High-density lipoprotein) هو نوع من الكوليسترول مرتفع الكثافة ويوجد في الدم. وهو بعكس قرينه بروتين دهني منخفض الكثافة (إل دي إل) فلا يمكن لجسم الإنسان تكوينه رغم فائدته لصحة الإنسان، ويحصل عليه الإنسان من طعامه. يوجد في الأسماك وزيت كبد الحوت وزيت السمك.
البروتين الدهني مرتفع الكثافة هو أحد أكبر مجموعات البروتينات الشَّحْمِيّة الخمسة: الكيلومكرونات، والبروتينات الشَّحْمِيَّة الوَضيعة الكَثافَة، والبروتينات الشَّحْمِيَّة المُتَوَسِّطَة الكَثافَة، والبروتين الشَّحْمِيّ الخَفيض الكَثافة، والبروتين الشَّحْمِيّ المُرْتَفِع الكَثافَة، الذي يُسمى أحياناً بالكوليستيرول الجيد أو الحميد أو الطيب، وهو أصغر وأكثف البروتينات الشَحْمِية البلازْمِية كونه يحتوي على نسب مرتفعة من البروتين نسبة إلى الشحم، يُصنع في الكبد كمُرَكَّب شَحْمِيّ بروتيني(مكون من الشَحْمِ والبروتين صغير وكثيف وفارغ، حيث يكون كروي شبه مصطح وتزداد كرويته ويكبر حجمه كلماً إزدادت نسبة الشحم المحمول فيه خلال تجواله في التيار الدموي حيث يلتقط جزيات الكوبيستيرول الحر، حيث أن حوالي ثلث الكوليستيرول الموجود في دم الأشخاص الأصحاء يكون محمولاً في البروتين الشَّحْمِيّ المُرْتَفِع الكَثافَة.
وظيفة الكولسترول مرتفع الكثافة هو نقل دهنيات أخرى في بلازما الدم، مثل بروتين دهني منخفض الكثافة والجليسريد الثلاثي وفوسفوليبيد إلى الكبد لتحليلها والتخلص منها. لذلك يسمى البروتين الدهني مرتفع الكثافة «بالكوليسترول الطيب» لأنه ينقل ال بروتين دهني منخفض الكثافة من الأوعية الدموية ويوصلها إلى الكبد حيث يتخلص الجسم منها ويتقي مضارها.

## وظيفته
يقوم البروتين الدهني مرتفع الكثافة بدور كبير في التمثيل الغذائي للإنسان. فهو جزء أساسي في بناء جدران الخلايا ولا يمكن الاستغناء عنه. وهو يعمل على نقل الكوليسترول الخفيف الضار من الأوعية الدموية إلى الكبد لتحليله والتخلص منه. ذلك لأن البروتين الدهني منخفض الكثافة إذا كثرت نسبته في الدم عن 200 مليجرام لكل ديسيلتر (1/10 لتر) فإنه يترسب على جدران الأوعية الدموية ويسدها رويدا رويدا مما تسبب أضرارا بالغة للقلب والكلى والمخ. والكوليستول الخفيف هو أحد المسببات الرئيسية لحدوث ذبحة صدرية وسكتة دماغية وفشل كلوي إذا زادت نسبته في الدم عن 200 ملي جرام /ديسيلتر.
نسبة البروتين الدهني المرتفع الكثافة يجب أن لا تقل عن 40 مليجرام/ديسيلتر في الدم. ومن يتعاطى زيت السمك مثلا يمكن أن يرتفع عندة نسبة هذا الكولسيسترول الطيب إلى نحو 100 مليجرام /ديسيلتر دم، ويستفيد منه. ينقل الكوليسترول الطيب الكوليسترول الضار (إل دي إل) إلى الكبد فيحوله الكبد إلى حمض المرارة الذي يساعد على الهضم. أي أن «الكوليسترول الطيب» يحول الكوليسترول الضار إلى حمض نافع، وأهم من ذلك أنه يمنع مضاره على الجسم. 

## التركيب
الشَّحْمِيَّاتِ الرئيسية التي تدخل في تركيبته هي الشَحْمِ الفُسْفُورِيّ، والكوليستيرول، واسترات الكُوليستيريل، وثُلاثِي الغليسيريدِ، أما البروتينات الرئيسية التي تدخل في تركيبته فهي تشمل: صَميم البروتين الشَّحْمِيّ أليف واحد (وزنه الجُزَيئِي 28,000) وصَميم البروتين الشَّحْمِيّ أليف إثنين (وزنه الجُزَيئِي 17,000)، وبروتينات صغيرة أخرى قليلة الأهمية مثل بروتينات صَميم البروتين الشَّحْمِيّ ياء، وصَميم البروتين الشَّحْمِيّ سي، وصَميم البروتين الشَّحْمِيّ سي واحد، وسي إثنين، وسي ثلاثة.

## صفاته
كثافته البروتين الشَّحْمِيّ المُرْتَفِع الكَثافَة عادة تكون > 1.063 غرام / مليلتر، وقطره يتراوح بين 5 و 25 نانومتر، ونسبة البروتين فيه بين 32 و 57%، ويشكِّل الشحم (الكوليستيرول، والفوسفوليبيد، وثُلاَثِيُّ أسيلِ الغليسرول) نسبة تتراوح بين 43 و 68%، وفقاً لنوعه كما هو مبين لاحقاً.
البروتين الشحمي المُرْتَفِع الكَثافَة يُصنف عادة كباقي البرروتينات الشحمية وفقاً لكثافته وتَحَرُّكه الرَحَلانِي، والبنية الأساسية هي نفسها التي توجد في جميع البروتينات الشَحْمِية الأخرى، حيث أن الشَحِم اللاقُطْبِي (مثل الإسْتِر الكولِيسْتيرولِي، وثُلاَثِيّ الغليسريد) يكون موجود في النواة التي تحيط بها عناصر أكثر قُطْبِيَّة (مثل الكوليستيرول الحُر، والشَحْمِ الفُسْفُورِيّ، والبروتينات)، ولكن نسب كل منها مختلفة عن ما هو في البروتينات الشحمية الأخرى ومتفاوتة أيضاُ في نسبها بين أصنافه الثلاثة المبينة لاحقاً.
البروتين الموجود في محيطه والذي يوصف بصَميم البروتين الشَّحْمِيّ، يلعب دورا هاما في استقلاب البروتينات الشَحْمِية، وصَميم البروتين الشَّحْمِيّ الأكبر للبروتين الشَّحْمِيّ المُرْتَفِع الكَثافَة يتشكل من البروتيناتِ الشَّحْمِيَّةِ الأَلْفائية (مثل صَميم البروتين الشَّحْمِيّ أليف واحد وصَميم البروتين الشَّحْمِيّ أليف إثنين، وصَميم البروتين الشَّحْمِيّ أليف أربعة) وهي قابلة للذوبان، ويمكنها التنقل بين فئات مختلفة من البروتينات الشَّحْمِيَّةِ، وجزيئات البروتين الشَّحْمِيّ المُرْتَفِع الكَثافَة تكون عادة مُتَغايِرة ( غير متجانسة ) ويمكن تصنيفها إلى:
1. البروتين الشَّحْمِيّ المُرْتَفِع الكَثافَة واحد، الذي يتراوح قطره بين 20 و 25 نانومتر، وكثافته بين 1019 - 1063، ونسبة البروتين فيه 32%، والشحم 68%، وهو البروتين الشَّحْمِيّ المُرْتَفِع الكَثافَة الأكبر حجماً والأقل كثافة.
2. البروتين الشَّحْمِيّ المُرْتَفِع الكَثافَة إثنين، يتراوح قطره بين 10 و 20 نانومتر، وكثافته بين 1063- 1125، ونسبة البروتين فيه 33%، والشحم 67%
3. بروتين الشَّحْمِيّ المُرْتَفِع الكَثافَة ثلاثة، يتراوح قطره بين 5 و 10 نانومتر، وكثافته بين 1125- 1210، ونسبة البروتين فيه 57% ، والشحم 43%، وهوالبروتين الشَّحْمِيّ المُرْتَفِع الكَثافَة الأصغر حجماً والأكثف.

في الحالة الطبيعية معظم البروتينات الشَّحْمِيّة المُرْتَفِعة الكَثافَة تُوجد على شكل البروتين الشَّحْمِيّ المُرْتَفِع الكَثافَة الثالث (الأصغر والأكثف)، مع ذلك الاختلاف في مستويات البروتينات الشَّحْمِيّة المُرْتَفِعة الكَثافَة عند البشر عادة يكون بسبب وجود كميات مختلفة من البروتين الشَّحْمِيّ المُرْتَفِع الكَثافَة إثنين.

## أهميته
أهمية كوليستيرول البروتين الشَّحْمِيّ المُرْتَفِع الكَثافَة تتجلى في:
- يلعب دورا رئيسيا في النقل العكسي للكوليستيرول، كونه يحمل حوالي ثلث الكوليستيرول الموجود في الدم، (وهو قادر على التقاط الكولسترول، من الخلايا بمساعدة الناقل العُلَيْبَي أليف واحد المرتبط بثُلاثِي فُسْفاتِ الأَدِينُوزِين)، ويعمل من خلال طرق مباشرة وغير مباشرة على نقل الشحم (الكوليستيرول وثلاثي الغليسيريد) من المحيط وإعادته إلى الكبد ( ليُفْرِغ في الصَّفْراء ومن ثم إلى الأمعاء على شكل حَمْض صَفْراوِيّ)، وإلى الأعضاء الإستِيرْويدِية كالكُظْر، والمَبِيض، والخُصْيَّة لتخليق الهُرْمونات الإستيرويدية، وبالتالي بفضله يتم إزالة الكولسترول من الأنسجة المحيطية، ومن الخَلاَيا الرَغْوِيَّة (خلايا الأَرومَة اللِيفِيَّة، والبَلاَعِم) الموجودة في العَصيدَة الشرايانية.

والبروتين الشَّحْمِيّ المُرْتَفِع الكَثافَة الذي يصبح غنياً بالشحم بعد التقاطه له من الأنسجة المحيطية، يتخلص منه لاحقاً بعدة طرق منها: المباشرة أي بمساعدة المستقبلات بي واحد التابعة للخَلايا الكاسِحَة حيث يتم انتزاع الكوليستيرول منه بطريقة اختيارية، وهناك طريق آخر غير مباشر يتضمن عدة عمليات استقلابية، حيث يُؤَسْتِر هذا البروتين بواسطة الإنزيم الناقِل لأَسيل كوليِسْتيرول اللِيسِتَين ليكون فيما بعد استر الكُوليستيريل، الذي يتم نقله من البروتين الشَّحْمِيّ المُرْتَفِع الكَثافَة إلى صَميم البروتيني بي، ( الذي يحتوي على البروتينات الشَّحْمِيَّة الوَضيعة الكَثافَة وعلى البروتينات الشَّحْمِيَّة المُتَوسِّطُة الكَثافَة وعلى البروتين الشَّحْمِيّ الخَفيض الكَثافة)، وعملية النقل هذه تتم في الكبد بواسطة بروتين مِفْتَاحِيّ يسمى بالبروتن الناقل لاستر الكُوليستيريل الذي يعمل على تبديل ثلاثي الغليسيرد الموجود في البروتينات الشَّحْمِيَّة الوَضيعة الكَثافَة بإستر الكوليستيريل الموجود في البروتين الشَّحْمِيّ المُرْتَفِع الكَثافَة، وبالتالي يُحول البروتينات الشَّحْمِيَّة الوَضيعة الكَثافَة إلى بروتينات شَّحْمِيّة خَفيضة الكَثافة يتم إزالتها من الدم عن طريق مستقبلات خاصة بها.
أما ثُلاثِي الغليسيريدِ الموجود في البروتين الشَّحْمِيّ المُرْتَفِع الكَثافَة عادة لا يكون مستقراً ويُحَلْمِه في مرحلة لاحقة بواسطة الليباز الكبدي، وبهذه الآلية أخيراً يصبح مرة أخرى صغيراً وجاهزاً لكَسَح (كَنَس) المزيد من الكوليستيرول الموجود في الخلايا والأنسجة المحيطية، وهذا المَسْلَك يُسمى بنظام نقل الكوليسترول العكسي، وهو يمثل الوسيلة النمضية للحماية من التصلب العصيدي، لذا نَقْص بروتيناتِ الدَّمِ الشَّحْمِيَّةِ الأَلْفائية يمثل الحالة السريرية التي تكون فيها وظائف نظام النقل العكسي للكوليسترول منخفضة مما يتسبب في ازدياد الميل إلى تطوير الآفات العصيدية.
- يحمل أنواع كثيرة من الشَحْم ومن البروتينات، التي قد يكون العديد منها موجود بتركيزات منخفضة للغاية ولكن من الناحية البيولوجية تكون نشطة جدا، وتُساعد على منع الأكسدة والالتهابات، وتثبط تفعيل البَطائِن (الظِّهارَة المُبَطِّنَة لِلقَلْبِ والأَوعِيَة)، وتحد من تَخَثُّر الدم وتَكَدُّس الصُّفَيحات، كل هذه الخصائص تسهم في قدرته على توفير حماية أكبر من التَصَلُّب العَصيدِيّ
- خلال الاستجابة الكَرْبِيَّة في الالتهابات الحادة، يكون نَشَوانِي المَصْل أليف (صَميم بروتيني يترافق مع البروتين الشَّحْمِيّ المُرْتَفِع الكَثافَة وهو أحد بروتينات المرحلة الحادة) تحت تَنْبيه السِيتوكينات (الإِنْتَرْلوكين واحد وستة)، وعند جلب الكورتيزول( الذي تنتجه قشرة الغدة الكظرية)، إلى الأنسجة المتضررة في موقع الالتهاب ليندمج مع جزيئات البروتين الشَّحْمِيّ المُرْتَفِع الكَثافَة، فإنه يساعد على جذب الكُرَيَّات البَيضاء وتنشيطها، أما في الالتهابات المزمنة، فإن تَرْسبه في الأنسجة يتجلى على شكل الداء النشواني، وقد افترض أن تركيز الجزيئات الكبيرة من البروتين الشَّحْمِيّ المُرْتَفِع الكَثافَة تعكس دور أكثر وقائي من تركيز جزيئات البروتين الشَّحْمِيّ المُرْتَفِع الكَثافَة الإجمالي.

## الوَبائِيَّات

### تأثيره على الصحة
حجم البروتين الشَّحْمِيّ المُرْتَفِع الكَثافَة لدى الرجال يكون عادة من الصنف الأصغر الذي يحتوي على كميات أقل من الكوليستيرول كما أن مستويات البروتين الشَّحْمِيّ المُرْتَفِع الكَثافَة تميل إلى أن تكون أقل مما هو لدى النساء، والرجال عادة يعانون من زيادة في معدل الإصابة بأمراض القلب التَّصَلُّبِيَّة العَصيدِيَّة، واستهلاك الكحول يميل إلى رفع مستويات البروتين الشَّحْمِيّ المُرْتَفِع الكَثافَة، حيث أن استهلاك الكحول بكميات معتدلة يرتبط بانخفاض في الوفيات الناجمة عن الأسباب القلببية الوعائية أو عن أمراض أخرى متصلة بالتصلب العَصيدِي.
الدراسات الوبائية أظهرت أن تركيزات عالية من البروتين الشَّحْمِيّ المُرْتَفِع الكَثافَة (أكثر من 60 ملغ / ديسيلتر) لها قيمة وقائية ضد أمراض القلب والأوعية الدموية: مثل السكتة القلبية واحتشاء عضلة القلب، وتركيزات منخفضة من البروتين الشَّحْمِيّ المُرْتَفِع الكَثافَة (أقل من 40 ملغ / ديسيلتر للرجال، وأقل من 50 ملغ / ديسيلتر للنساء) تزيد من خطر الإصابة بأمراض القلب التَّصَلُّبِيَّة العَصيدِيَّة.
بيانات من دراسة فرامنغهام للقلب أظهرت أن اخْتِطار (احْتِمالُ الخَطَر)، أمراض القلب يزيد بنسبة 10 أضعاف عندما ينخفض البروتين الشَّحْمِيّ المُرْتَفِع الكَثافَة من مستوى عالي إلى منخفض، عند مستوى معين وثابت من كوليستيرول البروتين الشَّحْمِيّ الخَفيض الكَثافة، في حين أنه عند مستوى معين وثابت من كوليستيرول البروتين الشَّحْمِيّ المُرْتَفِع الكَثافَة، نسبة الاخْتِطار تزيد ثلاثة أضعاف عند زيادة كوليستيرول البروتين الشَّحْمِيّ الخَفيض الكَثافة من منخفض إلى عالي.
حتى الناس الذين لديهم مستويات منخفضة جدا من البروتين الشَّحْمِيّ الخَفيض الكَثافة مُعروضون إلى زيادة اخْتِطار (احْتِمالُ الخَطَر)، أمراض القلب إذا كانت مستويات البروتين الشَّحْمِيّ المُرْتَفِع الكَثافَة لديهم ليست عالية بما فيه الكفاية.

## المستوى المُحَبَّذ للبروتين الشَّحْمِيّ المُرْتَفِع الكَثافَة في الدم
المستويات التي تُعتبر الأمثل للوقاية من أمراض القلب هي التي يكون فيها كوليستيرول البروتين الشَّحْمِيّ المُرْتَفِع الكَثافَة > 60 ملغ / ديسيلتر أو > 1.55 ، وهي التي يُنصح بها، وهي نفسها التي أوصت بها جمعية القلب الأميركية والمعاهد الوطنية الأميركية للصحة والبرامج التعليمية والتثقيفية المتعلقة بالكوليستيرول، حين صنفت مستويات البروتين الشَّحْمِيّ المُرْتَفِع الكَثافَة عَلَى الرِّيق ودرجة اخْتِطار (احْتِمالُ الخَطَر) الإصابة بأمراض القلب على النحو التالي:
- كوليستيرول البروتين الشَّحْمِيّ المُرْتَفِع الكَثافَة الذي يكون <40 ملغ / ديسيلتر للرجال، <50 ملغ / ديسيلتر للنساء أو <1.03 ملمول / لتر، يُعتبر مستوى منخفض، ويرافقه ارتفاع في اختطار الإصابة بأمراض القلب
- كوليستيرول البروتين الشَّحْمِيّ المُرْتَفِع الكَثافَة الذي يكون بين: 40-59 ملغ / ديسيلتر أو 1.03- 1.55 ملمول / لتر، يُعتبر مستوى متوسط.
- كوليستيرول البروتين الشَّحْمِيّ المُرْتَفِع الكَثافَة الذي يكون > 60 ملغ / ديسيلتر، أو > 1.55 ملمول / لتر، يعتبر مستوى عالي، وهو المستوى الأمثل الذي يرافقه انخفاض في اختطار الإصابة بأمراض القلب.

وتركيزات جُسَيم البروتين الشَّحْمِيّ المُرْتَفِع الكَثافَة صنفت نَمَطِياً على أساس الشَريحَة المِئَوِيَّة لمعدل وقوع الحدث وفقاً للأشخاص المشاركين في دراسة التَصَلُّب العَصيدِي المتعدد الأعراق، وهي دراسة بحثية طبية شملت أكثر من 6000 رجال وامرأة من ستة مجتمعات محلية في الولايات المتحدة، تمت تحت رعاية معهد القلب والرئة والدم الوطني التابع لمعاهد الصحة الوطنية في الولايات المتحدة الأمريكية،

## قياس البروتين الشَّحْمِيّ المُرْتَفِع الكَثافَة
كلما أصبحت تكنولوجيا قياس تركيز كوليستيرول البروتين الشَّحْمِيّ المُرْتَفِع الكَثافَة أقل تكلفة وكلما واصلت التجارب السريرية التأكيد على أهميته، كلما زادت أساليب وطرق قياس تركيزه في الدم بشكل مباشر، وأصبح تحديد حجمه (الذي يشير إلى وظيفته) متاحاً بشكل متزايد وبتكلفة أقل، كونه يًعتبر أكثر أهمية في التقييم الفردي للاخْتِطار (احْتِمال الخَطَر) والإصابة بداء انْسِدادِ الشَّرايينِ المُتَرَقِّي وتحسين طرق علاجه
ولقياس البروتين الشَّحْمِيّ المُرْتَفِع الكَثافَة عبر الكوليستيرول المرتبط فإن معظم المختبرات تستخدم بشكل روتيني طريقة ترسيب كبريتات ديكستران المَغْنيزيُوم (طريقة الخطوتين): الترسيب الكيميائي للبروتينات الشَّحْمِيّة التي تحتوي على صميم البروتين البيتائي، ثم يتم قياس البروتين الشَّحْمِيّ المُرْتَفِع الكَثافَة المرتبط بالكوليستيرول المتبقي طافياً، وهذه الطرق القائمة على الترسيب تأخذ وقتاً طويلاً، وتتطلب كميات كبيرة نسبيا من المصل، ولا يمكن تطبيقها آلِيّاً بالكامل، وتستخدم طريقة ترسيب كبريتات ديكستران المَغْنيزيُوم مع التنبيذ الفائق كوسيلة مرجعية.
في الآونة الأخيرة، أصبح متاحاً تجاريا عدة طرق لقياس البروتين الشَّحْمِيّ المُرْتَفِع الكَثافَة بشكل مباشر، بما في ذلك استخدام جزيئات تستجيب مغناطيسياً لتَواليف معدنية عَديدة الأَنْيونات، واستخدام البوليايثيلين جلايكول مع مضادات لصميم البروتين البيتائي ولصميم البروتين سي ثلاثة، واستخدام الانزيمات المرتبط بالبوليايثيلين جلايكول دِكسترِين التداوري ألفا المكبرت، وحديثا تجري محاولات لاستخدام الاسْتِشْراب السَّائِل الرَّفيع الإِنْجَاز كأداة للمقارنة بين الطرق المختلفة لقياس البروتين الشَّحْمِيّ المُرْتَفِع الكَثافَة، كذلك تسخدم طريقة الترسيب الكلاسيكية المزدوجة، وطريقة مُقايَسَة كوليستيرول البروتين الشَّحْمِيّ المُرْتَفِع الكَثافَة المُتَجانِس لقياس جزيئات البروتين الشَّحْمِيّ المُرْتَفِع الكَثافَة سي إثنين وسي ثلاثة التي لها أهمية سريرية.
وإن كانت جميع هذه الطرق لا تعكس بشكل مباشر وموثوق به كيفية عمل جزيئات البروتين الشَّحْمِيّ المُرْتَفِع الكَثافَة في إزالة الكوليستيرول من اللوحات التَّصَلُّبِيَّة العَصيدِيَّة، بالتالي يمكن أن تكون مضللة، لا سيما على قاعدة خصوصية كل حالة، مع ذلك تبقي الطرق الأكثر استخداماً هي:
1. القياسات الكيميائِيَّة

كما تم وصفه أعلاه، البروتين الشَّحْمِيّ المُرْتَفِع الكَثافَة يتشكل باشتراك اثنين من البروتينات الكبيرة، غالباً ما يكونان صميم البروتين أليف واحد وأليف إثنين، بوضعيه معاكسة ظهراً لظهر، وبسبب وجود الأحماض الأمينية المشحونة على السطح الخارجي للبروتين فإنه يجذب الماء، مما يجعل جزيئاته قابلة للذوبان في الماء (وذلك مما يسهل في نقل الشحم عبر الدم)، وقادرة على الارتباط بمستقبلات البروتين الشَّحْمِيّ المُرْتَفِع الكَثافَة الموجودة على سطح الخلايا (مثل خلايا البلاعم التي تتألف منها اللُوَيْحَة، على الأقل في المراحل المبكرة)، ثم يتم حمل الكوليستيرول في داخله وبين جزيئاته، وكلما التقطت الجزيئات المزيد من الكوليستيرول فإنها تكبر وتتحد مع صميم بروتيني ثالث ورابع ليصبح ما يسمى البروتين الشَّحْمِيّ المُرْتَفِع الكَثافَة الكبير.
يمكن استخدام القياسات الكيميائية لتقدير معدلات كوليستيرول البروتين الشَّحْمِيّ المُرْتَفِع الكَثافَة الموجودة في عينة الدم، على الرغم من أن هذه القياسات قد لا تشير إلى المدى الذي يعمل فيه البروتين الشَّحْمِيّ المُرْتَفِع الكَثافَة في عكس عملية نقل الكوليستيرول من الأنسجة، وقياس نسبته يتم عن طريق إزالة جزيئات البروتين الشَّحْمِيّ الخَفيض بواسطة التَكَدُّس أو التَرْسيب بأيونات ثُنائِيُّ التَّكافُؤ (مثل المغنيسيوم ++) ثم توصيل نَوَاتِج تَفاعُل اُكْسيداز الكوليستيرول بتَفاعُل مُشْعِر، ويمكن استخدام قياس القدرات التَفاعُلِية لصميم البروتين أليف لقياس كوليستيرول البروتين الشَّحْمِيّ المُرْتَفِع الكَثافَة ولكن يعتقد أنها أقل دقة.
1. الرَحَلاَن الكَهْرَبِيّ:

كون أن جزيئات البروتين الشَّحْمِيّ المُرْتَفِع الكَثافَة لها شحنات سلبية صافية وتتفاوت في الحجم فقد استخدمت في القياس بواسطة الرَحَلاَن الكَهْرَبِيّ منذ عام 1960 لتحديد عدد جزيئات البروتين الشَّحْمِيّ المُرْتَفِع الكَثافَة بالإضافة إلى ترتيبها وفق حجمها، حيث جزيئات البروتين الشَّحْمِيّ المُرْتَفِع الكَثافَة الأكبر تحمل كمية أكبر من الكوليستيرول
1. الرَنين المِغْناطيسِيّ النَوَوِيّ

أحدث منهجية لقياس جزيئات البروتين الشَّحْمِيّ المُرْتَفِع الكَثافَة متاحة سريريا منذ أواخر 1990 هي الرنين المغناطيسي النووي لتحديد طِراز بَصْمَة الجسيمات في قياس كل من التركيز والأحجام، وهذه التقنية خفضت من التكاليف قياساً بتكاليف التنبيذ الفائق.

## علاقة مستوى كوليستيرول البروتين الشَّحْمِيّ المُرْتَفِع الكَثافَة والذاكرة
مستوى شَحْم المَصْل عَلَى الرِّيق ارتبط بالذاكرة اللفظية قَصيرة الأَجَل، ففي عينة كبيرة من البالغين الذين هم في منتصف العمر، تبين أن انخفاض كوليستيرول البروتين الشَّحْمِيّ المُرْتَفِع الكَثافَة كان مترافقاً مع ضعف الذاكرة، وانخفاض مستوياته خلال فترة متابعة تزيد عن خمس سنوات ارتبط مع انْحِطاط في الذاكرة.

## زيادة مستوى البروتين الشَّحْمِيّ المُرْتَفِع الكَثافَة في الدم
يمكن زيادة مستوى هذا النوع من البروتين الشَّحْمِيّ من خلال اتباع نظام غذائي(قوتي) سليم، ومن خلال إحداث بعض التغيرات في نمط الحياة. ومن أهم العوامل التي تعمل على زيادته هي:
1. النشاط الجسدي خاصة التمارين الهَوائِية حيث تتناسب طردياً مع مستوياته.
2. تخفيض الوزن.
3. الإقلاع عن التدخين.
4. تناول مكملات حَمْض النيكوتينيك.
5. إزالة الأحماض الدهنية المَفْروقة(التحويلية أو التقابلية) من الغذاء.
6. تناول كميات معتدلة من الكحول.
7. إضافة ألياف قابلة للذوبان (الألياف التي تتخمر بسهولة في القولون وينتج عنها غازات ومَنْتوجات ثانَوِية نشطة فسيولوجياً)، في النظام الغذائي.
8. استهلاك الأحماض أوميغا ثلاثة الدهنية مثل زيت السمك. وزيت الكَتَّان.
9. زيادة تناول أو استهلاك الدهون اللامُشَبَّعة المَقْرونة. مثل حَمْضُ الأُولئيك.

## علاقة الغذاء الدهني بمستوى البروتين الشَّحْمِيّ المُرْتَفِع الكَثافَة في الدم
في حين أن معظم الدهون تعمل على زيادة كوليستيرول البروتين الشَّحْمِيّ المُرْتَفِع الكَثافَة بدرجات متفاوتة، إلا أنها تعمل أيضا على زيادة مستوى الكوليستيرول الكلي، وكوليستيرول البروتين الشَّحْمِيّ الخَفيض الكَثافة، لذلك زيادة الدهون خاصة المشبعة في النظام الغذائي يُعتبر غير مستحسن، والتَدْبير العِلاجِيّ القُوْتي ينبغي أن يتبع الدَلائِل الإِرْشَادِيَّة الخاصة بتخفيض كوليستيرول البروتين الشَّحْمِيّ الخَفيض الكَثافة الذي عادة يترافق مع انخفاض البروتين الشَّحْمِيّ المُرْتَفِع الكَثافَة. مع أن اتباع نِظام غِذائِيّ غني بالدهون، ويحتوي على كمية مناسبة من البروتين وكمية منخفضة من الكربوهيدرات والكيتون قد يوفر استجابة مماثلة لتناول النياسين(في خفض كوليستيرول البروتين الشَّحْمِيّ الخَفيض الكَثافة وفي زيادة البروتين الشَّحْمِيّ المُرْتَفِع الكَثافَة)، من خلال اقتران البيتاهيدروكسيبُوتيرات بمستقبلات النياسين كما هو موضح أدناه في الجزء المتعلق بالنياسين.
ورغم أن المستويات المرتفعة من البروتين الشَّحْمِيّ المُرْتَفِع الكَثافَة ترتبط عادة بسلامة القلب والأوعية الدموية، إلا أنه لم يثبت بشكل قطعي في كافة الدراسات أن الزيادة التدريجية لمستواه يمكن أن يكون لها نفس الأثر.

## الأدوية التي يمكن أن تستخدم لزيادة كويستيرول البروتين الشَّحْمِيّ المُرْتَفِع الكَثافَة
العلاج الدوائي المستخدم لذلك عادة يتضمن الفيبريت والنياسين، وعلى الرغم من آثار الفيبريت الإيجابية على الشحوم لكن لم يثبت أنه يقلل من مجمل الوفيات الناجمة عن جميع الأسباب المرتبطة بالتصلب العصيدي. وبالمثل هناك بعض التجارب العشوائية التي أظهرت أن زيادة مستويات البروتين الشَّحْمِيّ المُرْتَفِع الكَثافَة بعد استخدام النياسين لم تكن فعالة في الحد من أمراض القلبية الوعائية الدموية كما كان متوقعاً. في حين أن تجارب سريرية عشوائية أخرى أظهرت أن العلاج بالنياسين يمكن أن يقلل بشكل كبير تَقَدُّم التَصَلُّب العَصيدِيّ والأحداث القلبية الوعائية. لذلك من غير الواضح ما إذا كان ينبغي أن تستخدم بعض الأدوية لرفع مستوى كوليستيرول البروتين الشَّحْمِيّ المُرْتَفِع الكَثافَة في حالة انخفاضه المنعزل لدى الأشخاص الأصحاء، مع أنه كما ذكر سابقاً هناك بعض التجارب السريرية المتاحة كانت قد أثبتت فائدتها، ومع ذلك فإن الأفراد المعرضين لاخْتِطار (احْتِمالُ الخَطَر) عالي يحتاجون لمزيد من التقييم لمخاطر مَرَض القَلْبِ التَّاجِيّ، مع تقييم يتضمن تاريخ العائلة، وقياسات صَميم البروتين الشَّحْمِيّ والبروتين الشَحْمِيّ أليف، والفحص بالاشعة المقطعية الشعاعية الالكترونية، رغم أن دراسات أخرى ترى أن معالجة الانخفاض المنعزل لكوليستيرول البروتين الشَّحْمِيّ المُرْتَفِع الكَثافَة مهمة.

## النياسين وكويستيرول البروتين الشَّحْمِيّ المُرْتَفِع الكَثافَة
النياسين (فيتامين ب 3)، يزيد من البروتين الشَّحْمِيّ المُرْتَفِع الكَثافَة من خلال تثبيط انتقائي لإنزيم ناقلة الأسيل الثُنائِيّ الغليسيرُول الكبدي، ويقلل من تَخْليق ثُلاَثِيّ الغليسريد، ويخفض من إفراز البروتينات الشَّحْمِيَّة الوَضيعة الكَثافَة عن طريق مستقبلات تُعروف باسم مستقبلات نياسين واحد وإثنين.

### الجرعة التي ينبغي تناولها
جرعات النياسين التي تتراوح بين واحد إلى ثلاثة غرامات يومياً تعمل على زيادة مستويات البروتين الشَّحْمِيّ المُرْتَفِع الكَثافَة بنسبة تتراوح بين 10 إلى 30 %. مما يجعل النياسين أقوى عامل يمكن استخدامه لزيادة الكولسترول البروتين الشَّحْمِيّ المُرْتَفِع الكَثافَة. والجرعة هذه في العادة تختلف من مريض لآخر وفقاً لحدة الانخفاض وحالة المريض ودرجة استجابته دون ظهور آثار جانبية.

### أفضل نوع من النياسين لزيادة هذا النوع من البروتين الشحمي
منتجات النياسين التي تباع تحت أسماء وعلامات تجارية مختلفة وتكون موسومة بعبارة لا بَيغ، أي أنها لا تسبب آثار جانبية مثل البَيغ (إحمرار الوجه والعنق العابر)، لأنها لا تحتوي على حمض النيكوتينيك الحر، ولكنها لم تُثبت أي فعالية في رفع مستوى كوليسترول البروتين الشَّحْمِيّ المُرْتَفِع الكَثافَة، والمنتجات التي تباع تحت اسم الإطْلاَق المستمر قد تحتوي على حمض النيكوتينيك الحر، ولكن بعض هذه المنتجات التجارية قد تكون سامّة للكَبِد، ولذلك يبقى الشكل أو المنتج المفضل والذي يُوصى به عادة لرفع البروتين الشَّحْمِيّ المُرْتَفِع الكَثافَة هو ذو الإطْلاَق الفوري (العادي) وهو الأرخص أيضاً.

## تناول الفيتامينات عند العلاج بالفايبريت والنياسين
الفايبريت والنياسين كلاهما يزيد من سمية الهموسيستين (هوموسيستئين) الشرياني ، وهو التأثير الذي يمكن تفاديه أو التقليل منه عن طريق المُعالَجَة المُتَعَدِّدَة بالفيتامينات خاصة التي تحتوي على كميات عالية نسبيا من مجموعة الفيتامينات بي، مع أن تجارب أوروبية متعددة على خلائط مختلفة من الفيتامينات بي كانت قد أظهرت انخفاض الهموسيستين بنسبة 30 % لكن دون أن يكون له أي أثر في خفض معدلات الإصابة القلبية الوعائية.

## هل السستاتين يُساعد في زيادة هذا البروتين الشحمي؟
في حين أن استخدام الستاتين فعال في تخفيض المستويات العالية من كوليستيرول البروتينات الشَّحْمِيَّة الوَضيعة الكَثافَة، إلا أن تأثيره ضئيل ويكاد أن يكون معدوم في رفع مستوى كوليستيرول البروتين الشَّحْمِيّ المُرْتَفِع الكَثافَة. 37 ولذلك يستخدم بشكل أساسي في الحالات التي تُعاني من انخفاض منعزل لهذا البروتين الشحمي وتُعاني أيضاً من مَرَض القَلْبِ التَّاجِيّ أو من لديهم عامل خطر مكافئ.
ومن العوامل الأخرى التي يتم العمل عليها من أجل زيادة هذا البروتين الشحمي مكملات المغنيسيوم.
ولقد اتضح أيضاً أن صميم البروتين أليف واحد ميلانو هو الأكثر فعالية في زيادة البروتين الشَّحْمِيّ المُرْتَفِع الكَثافَة، وهو قيد الإنتاج التجاري من قبل شركة كندية تسمى سيمبيازيز، ولكن قد يحتاج لعدة سنوات حتى يصبح متاحاً للاستخدام السريري.

## اقرأ أيضا
- كوليسترول.
- بروتين دهني منخفض الكثافة.
- جليسريد ثلاثي.
- تخثر.
- حرز فرامنغهام للخطورة.
- دراسة فرامنغهام للقلب.